# Nebitçi FT
Der Nebitçi FT oder Balkan futbol kluby (russisch ФК «Балкан») ist ein 1947 gegründeter Fußballverein aus Balkanabat in Turkmenistan. Er spielt aktuell in der höchsten Liga des Landes, der Ýokary Liga.

## Erfolge

### National
- Turkmenischer Meister: 2004, 2010, 2011, 2012[1]

- Turkmenischer Pokalsieger: 2003, 2004, 2010, 2012

- Turkmenischer Supercupsieger: 2006, 2011, 2012

### International
- AFC-President's-Cup-Sieger: 2013

## Stadion
Der Verein trägt seine Heimspiele im Balkanabat Stadium in Balkanabataus. Das Stadion hat ein Fassungsvermögen von 10.000 Personen.

## Trainerchronik
| Trainer              | Nation                  | von            | bis               |
| -------------------- | ----------------------- | -------------- | ----------------- |
| Amanmurad Meredov    | Turkmenistan            | 1. Juli 2004   | 30. Juni 2008     |
| Redzhepmurad Agabaev | Turkmenistan Kasachstan | 1. Januar 2010 | 31. Dezember 2011 |
| Aleksandr Klimenko   | Turkmenistan            | 1. Januar 2011 | 31. Dezember 2011 |
| Amanmurad Meredov    | Turkmenistan            | 1. Juli 2011   | 30. Juni 2012     |
| Rahim Kurbanmamedov  | Turkmenistan            | 1. Mai 2013    | 28. Februar 2014  |
| Aleksandr Klimenko   | Turkmenistan            | 1. Januar 2016 | 31. Dezember 2016 |
| Amanmurad Meredov    | Turkmenistan            | 1. Juli 2016   | 30. Juni 2017     |
| Amangylyc Gocumow    | Turkmenistan            | 1. Juli 2020   |                   |